# Johanne A. van Archem
Johanne A. van Archem pseudoniem van Hennie Scholten, (Nijverdal, 1947) is een Nederlands schrijfster van (historische) streekromans en familieromans. 

## Het begin
Haar pseudoniem ontleende Van Archem door genealogisch onderzoek (een hobby van haar), aan de buurtschap Archem in de provincie Overijssel waar haar voorouders van zowel vader- als moederszijde vandaan kwamen. 
De eerste roman van Van Archem werd in 1993 uitgegeven bij de Spiegelserie. Sindsdien is zij fulltime schrijfster. Er zijn reeds circa 40 boeken van haar uitgegeven.
Een aantal van haar boeken is ook als e-boek verschenen en in groteletterdruk.